# Principatul Albaniei
Principatul Albaniei a fost o monarhie efemeră a Albaniei, condusă de Wilhelm, Prințul Albaniei iar apoi al statului după sfârșitul Primului Război Mondial, până când monarhia a fost desființată în 1925, când Albania a fost declarată republică.